# Pierdomenico Martino
Pierdomenico Martino detto Piero (Roma, 25 agosto 1963) è un politico italiano.

## Biografia
Giornalista parlamentare e Caporedattore del quotidiano Europa, ha ricoperto il ruolo di capo Ufficio Stampa del Partito Democratico e di portavoce di Dario Franceschini.
Alle elezioni politiche del 2008 è stato eletto alla Camera dei deputati nella lista del Partito Democratico nella circoscrizione Sicilia 1, la sua elezione ha creato qualche malumore nel PD Siciliano, in quanto visto come uno dei candidati paracadutati dall'alto.
Diviene componente della IX Commissione Trasporti e Telecomunicazioni.
Ricandidato alla elezioni politiche del 2013, conferma il seggio alla Camera nella circoscrizione Lazio 2.
Il 31 luglio 2017 abbandona il Partito Democratico e aderisce ad Articolo 1 - Movimento Democratico e Progressista.
Alle elezioni politiche del 2018 è candidato al Senato, per Liberi e Uguali nel Lazio, ma non viene eletto.
Il 1º ottobre 2019 viene nominato Consigliere per la comunicazione del Ministro dei beni e delle attività culturali Dario Franceschini.